# Zehnhausen bei Wallmerod
Zehnhausen bei Wallmerod é um município da Alemanha localizado no distrito de Westerwaldkreis, estado da Renânia-Palatinado.
Pertence ao Verbandsgemeinde de Wallmerod.